# Ернст Руска
Ернст Руска е германски физик, носител на Нобелова награда за физика за 1986 г. за откриването на електронния микроскоп.

## Биография
Роден е на 25 декември 1906 г. в Хайделберг, Германска империя. Учи първо в Мюнхенския технически университет (1925-1927), после в Техническия университет – Берлин. В Берлин започва да разработва електронния микроскоп, като отбелязва, че електроните имат дължина на вълната 100 000 пъти по-малка от тази на фотоните, т.е. един евентуален електронен микроскоп би бил много по-ефикасен от оптичен. Руска конструира първата електронна леща през 1933 г.
По-късно започва работа в Сименс, където работи до 1955. От 1955 до 1972 работи като директор в Института Макс Планк по електронна микроскопия, като едновременно с това работи като професор в Берлинския технически университет.
Умира на 27 май 1988 г. в Западен Берлин, ФРГ, на 81-годишна възраст.